# Akaname
El akaname es un yōkai de la mitología japonesa que aparece ilustrado por Toriyama Sekien en su primer libro.
Su nombre significa Succionador de inmundicia. 

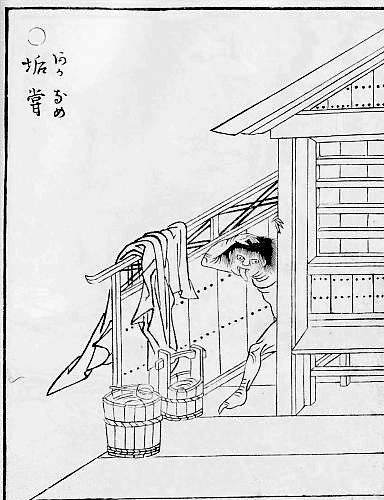
Akaname por Toriyama Sekien.

Se lo puede encontrar en los baños, bañeras e incluso inodoros succionando con su larga lengua cualquier desperdicio que esté a su alcance. Generalmente están en baños antiguos y descuidados.
En las noches, los sonidos extraños provenientes de baños, puede que en vez de cucarachas u otros insectos sea algún akaname.
Es un ser benévolo a pesar de su horrible apariencia y el sonido perturbador que produce su lengua al succionar la inmundicia.
Cómo entran y salen a los baños no se sabe, pero qué importa si después de todo realizan limpieza.